# یاس تپه منجان
یاس تپه منجان مربوط به دوران پیش از تاریخ ایران باستان تا دوران‌های تاریخی پس از اسلام است و در شهرستان تویسرکان، روستای منجان واقع شده و این اثر در تاریخ ۲۴ اسفند ۱۳۸۳ با شمارهٔ ثبت ۱۱۳۸۲ به‌عنوان یکی از آثار ملی ایران به ثبت رسیده است. این تپه در راستای تپه دیگری در همین روستا به نام یارم تپه واقع شده که گمان می‌رود این دو در قدیم قلعه‌های نظامی بوده‌اند که بهم دید داشته‌اند.